# Joachim Christian Timm (Apotheker)
Joachim Christian Timm (* 7. Dezember 1734 in Wangerin; † 3. Februar 1805 in Malchin) war ein deutscher Ratsapotheker und Bürgermeister von Malchin. Er gilt als Wegbereiter der modernen Botanik in Deutschland.

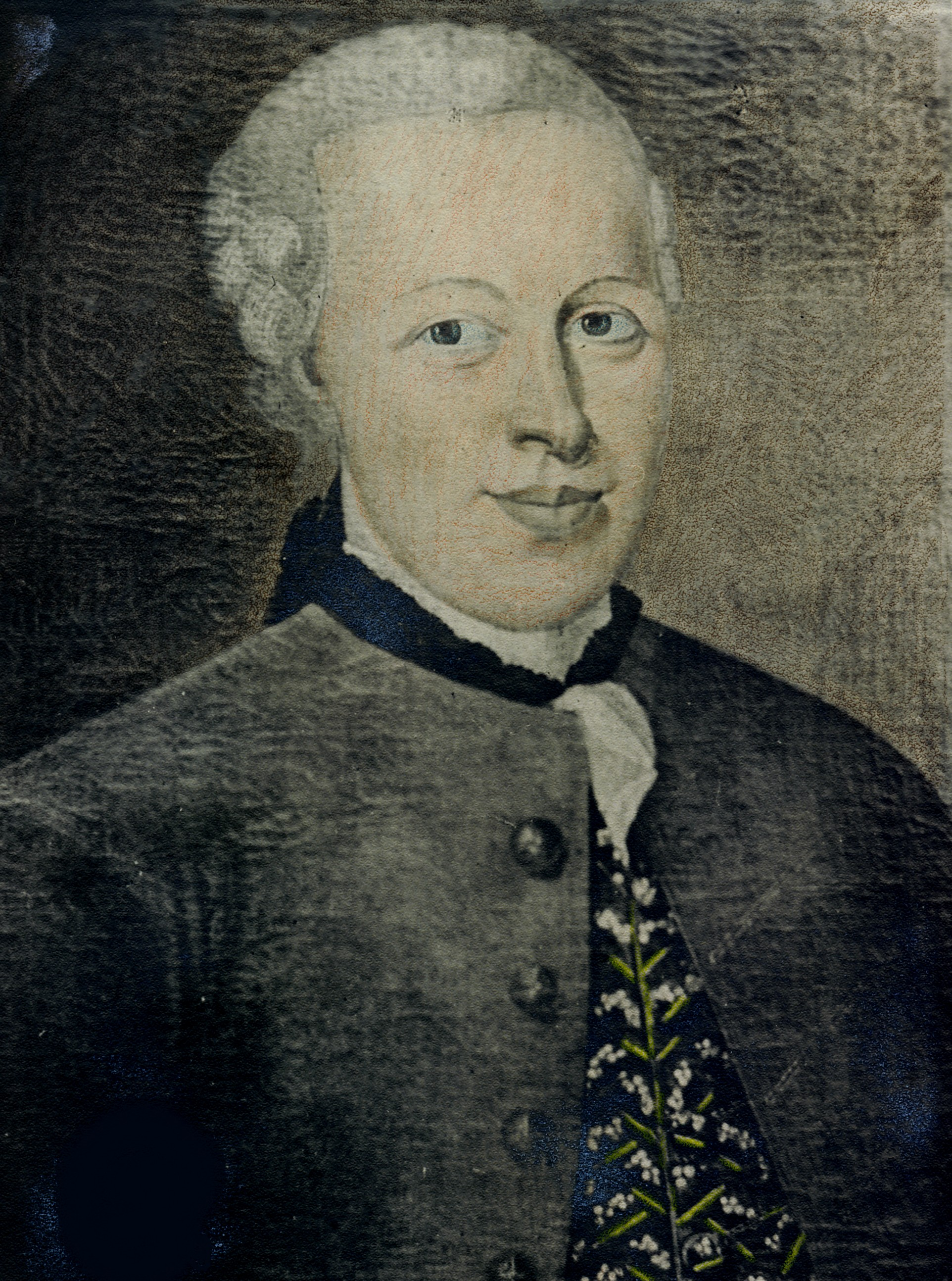
Porträt von Joachim Christian Timm

## Leben
Joachim Christian Timm wurde als Sohn des Tabakspinners und Krämers Matthias Ernst Timm (1704–1779) in Wangerin in Hinterpommern geboren. Er besuchte die Rektorschule zu Wangerin und begann ab Michaelis 1749 in seinem Geburtsort eine fünfjährige Lehre bei Apotheker Friedrich John, wo er anschließend ein Jahr als Gehilfe arbeitete. Die Wanderschaft führte Timm in den 1750er Jahren nach Mecklenburg. Bis 1757 konditionierte er beim Rostocker Arzt und  Apotheker Dr. med. Wolff, später bei Hofapotheker Bracht in Rostock. Ende der 1750er Jahre kam Timm schließlich als Provisor nach Malchin zu Apotheker Georg Heinrich Krüger oder dessen Erben. 1760 wurde Timm Ratsapotheker in Malchin. 1771 wurde er zum Senator gewählt. An 1778 war Timm Zweiter, ab 1790 Erster Bürgermeister von Malchin. Mit seinem Tod endete in der altmecklenburgischen Landtagsstadt die Tradition, dass zeitgleich mehr als ein Bürgermeister die Geschicke der Stadt lenkte.
Als Apotheker interessierte ihn  auch die Botanik. Eifrig sammelte er vornehmlich in der Gegend um Malchin Pflanzen aller Art, speziell auch Kryptogamen. 1788 erschien sein Werk „Florae megapolitanae Prodromus“, das er ganz nach seinem Vorbild, dem schwedischen Botaniker Carl von Linné, angelegt hatte. Professor Johannes Hedwig aus Leipzig benannte später eine Moosgattung nach ihm „Timmia“ und speziell ein von ihm bei Malchin (Mecklenburg) gefundenes Moos „Timmia Megapolitana“. Megapolitana steht hier für den Fundort Mecklenburg.
Ein Berg auf dem arktischen Ellesmere Island wurde auf Betreiben des Timmia-Monografen Guy Brassard als „Mount Timmia“ nach ihm benannt.
Timm war seit 1762 mit Anna Christine Elisabeth, geb. Witte (1743–1792) verheiratet, einer Kaufmannstochter aus Röbel. In der Ehe wurden zehn Kinder geboren, darunter die Söhne Joachim (1768–1801) und Hans Timm (1774–1852), die nacheinander als Ratsapotheker in Malchin die Nachfolge des Vaters antraten. Ein weiterer Sohn, Helmuth Timm (1782–1848), wurde Pastor in Groß Gievitz, später in Malchin.

## Werke
- Florae Megapolitanae Prodromus. Müllerische Buchhandlung, Leipzig 1788 (Digitalisat)
  - Rezension: Allgemeine Literaturzeitung, Jg. 1789, Bd. 2, Nr. 108, 53–55 (Digitalisat)
- Des Herrn Bürgermeister Timm Beschreibung der Malchinschen feuersichern Lehmschindel-Dächer. In: Adolph Christian Siemssen (Hrsg.): Magazin für Naturkunde und Oekonomie Mecklenburgs. Band 2. Bärensprung, Leipzig und Schwerin, 1795, S. 97–105 (Digitalisat)